# Birgit Knatz
Birgit Knatz ist eine deutsche Sozialarbeiterin und Supervisorin, Initiatorin der Internetseelsorge und Fachbuchautorin.

## Leben und Wirken
Knatz war nach ihrem Abschluss als Diplom-Sozialarbeiterin in Dortmund zehn Jahre lang in der kirchlichen Jugendarbeit tätig, bis sie nach absolvierter Supervisionsausbildung  1996 zur Telefonseelsorge in Hagen wechselte. Gemeinsam entwickelte sie mit Mitarbeitern der Telefonseelsorge Krefeld (Bernard Dodier) und Köln (Frank van Well) die psychologische Beratung per E-Mail. Neben der Beratung per E-Mail gab es auch die psychologische Beratung per Chat über den Inter RelayChat, der wegen unbefriedigender Technik (die Chats sind häufig abgebrochen und das Wiedereinwählen dauerte oft sehr lange) nur einige Monate betrieben wurde, da die technischen Gegebenheiten unbefriedigend waren und es keine personellen Ressourcen gab, den Chatraum 24 Stunden pro Tag zu besetzen.
2005 gründete sie den Fachverband, die Deutschsprachige Gesellschaft für psychosoziale Onlineberatung (DGOB) e.V.,  deren Vorstand sie bis 2009 angehörte. Ebenfalls zählte sie zum ersten Redaktionsteam des E-beratungsjournals.
Knatz ist seit 2011 Chefredakteurin von 24/7 Zeitschrift der TelefonSeelsorge Deutschland und hat als Autorin Fachbücher und zahlreiche Artikel in Fachzeitschriften veröffentlicht, zum Beispiel in der Fachzeitschrift der Telefonseelsorge, der Zeitschrift für Theorie und Praxis in der Beratung, im E-beratungsjournal, der Zeitschrift Theorie und Praxis der Sozialen Arbeit und im Forum Supervision.

## Veröffentlichungen (Auswahl)

### Bücher
- mit Bernard Dodier: Hilfe aus dem Netz. Theorie und Praxis der Beratung per E-Mail. Pfeiffer bei Klett-Cotta, Stuttgart 2003, ISBN 3-608-89720-8.
- Handbuch Internetseelsorge: Grundlagen – Formen – Praxis. Gütersloher Verlagshaus, Gütersloh 2013, ISBN 978-3-579-07402-3.
- mit Stefan Schumacher: Aus der Zeit. Eine Geschichte aus 40 Jahren Telefonseelsorge. Luther Verlag, Bielefeld 2014, ISBN 978-3-7858-0646-3.
- mit Stefan Schumacher: Mediale Dialogkompetenz. Umgang mit schwierigen Gesprächssituationen am Telefon und im Chat. Springer, Berlin 2019, ISBN  978-3-662-58720-1.
- mit Bernard Dodier: Mailen, chatten, zoomen. Digitale Beratungsformen in der Praxis. Klett-Cotta, Stuttgart 2021, ISBN  978-3-608-89272-7.
- Handbuch Internetseelsorge. Was Seelsorge und Tango verbindet. Luther Verlag, Bielefeld 2022, ISBN  978-3-7858-0793-4.

### Beiträge
- mit Sebastian Schmidt-Kaehler, Holger Krause: Formen der Patientenberatung. In: Doris Schaeffer, Sebastian Schmidt-Kaehler (Herg.), Lehrbuch Patientenberatung. Huber, Bern 2006, ISBN 3-456-84368-2.
- Methodische Konzepte der Telefonseelsorge im Internet. In: Traugott Weber (Herg.), Handbuch Telefonseelsorge. Vandenhoeck & Ruprecht, 2. Aufl. Göttingen 2006, ISBN 3-525-62386-0.
- Kapitel Webbasierte Mail-Beratung und Das Vier-Folien-Konzept. In: Stefan Kühne, Gerhard Hintenberger  (Hrsg.), Handbuch Online-Beratung. Vandenhoeck & Ruprecht, Göttingen 2009, ISBN 978-3-525-40154-5.
- Coaching per Internet – wie es geht und wie es wirkt. In: Harald Geißler, Maren Metz (Hrsg.), E-Coaching und Online-Beratung. Formate, Konzepte, Diskussionen. Springer VS, Wiesbaden 2012, ISBN 978-3-531-18634-4.
- Schreiben statt Sprechen! Onlineberatung 2018. Eine Momentaufnahme. In Liane Czeremin, Julia Wolrab, Martin Ziegenhagen: online gut beraten. Bestandsaufnahme und Transfermöglichketen der Online-Beratung gegen Rechtsextremismus. von . Herausgeber: Gegen Vergessen – Für Demokratie e.V., Berlin 2018, ISBN  978-3-00-061654-9.Download PDF